# Egidio Caspani
Egidio Caspani (Desio, 24 febbraio 1891 – Buffalo, 21 dicembre 1962) è stato un religioso italiano, barnabita e il primo missionario cristiano a stabilirsi in Afghanistan, dopo una assenza durata alcuni secoli.

## Biografia
In gioventù, matura una vocazione che lo porterà ad entrare nei frati barnabiti. Viene ordinato sacerdote a Roma il 3 maggio 1915. Partecipa alla prima guerra mondiale come ufficiale e viene apprezzato anche per la conoscenza delle lingue (inglese, francese, tedesco). Assume poi diversi compiti di responsabilità all'interno della congregazione, diventando assistente del superiore generale dell'ordine.
Il 9 dicembre 1932 si imbarca a Venezia sul "Conte Verde" diretto a Bombay, prima tappa di un viaggio che lo porterà a Kabul.
Il viaggio ha avuto una gestazione lunga e complessa. Dal 1919 al 1929 è al potere in Afghanistan Amanullah Khan che, nel 1921, firma un trattato italo-afghano. La sua politica è volta alla ricerca di collaborazione con gli stati occidentali, ed è disponibile ad accogliere, dopo secoli di assenza, un sacerdote cattolico. Le lunghe trattative coinvolgono il Regno d'Italia, quello di Afghanistan e la Santa Sede. Il Papa è Pio XI, che ha l'intenzione di inviare in Afghanistan un barnabita. In questo senso, il 25 gennaio 1931, scrive al superiore dell'Ordine, invitandolo ad accogliere il suo desiderio "poiché è dato a voi per primi, dopo venti secoli di cristianesimo, di penetrare in quel paese e di portarvi la luce del Vangelo". La missione viene affidata a Padre Egidio Caspani, concittadino e conosciuto personalmente dal Papa, e a Padre Ernesto Cagnacci che entrerà nello stato asiatico quale "aiutante di studio", in quanto gli accordi prevedevano la presenza di un solo religioso. A Bombay, Caspani e Cagnacci arrivano il 21 dicembre, poi il viaggio continua in treno e in auto, finché nella notte di Natale attraversano il passaggio montano del Passo Khyber e mettono piede in Afghanistan.
La loro presenza in Afghanistan si prolunga per quattordici anni, dal 1933 al 1947. All'interno dell'ambasciata italiana sorge una cappella, che diventa ben presto il punto di incontro per i cattolici presenti nello stato.
Conclusa la loro missione, Caspani e Cagnacci, che avevano potuto girare per il paese, scrivono Afghanistan crocevia dell'Asia, pubblicato da Vallardi nel 1951, il primo libro che, in Italia si occupa di quella nazione.
Poi, si muovono all'estero, negli Stati Uniti. Nel 1952 fondano a Buffalo una casa dei barnabiti. Nel 1956 nasce a Lewiston nella Contea di Niagara, negli Stati Uniti un santuario-giardino dedicato alla Madonna di Fatima.
Padre Egidio muore negli Stati Uniti a 71 anni. È sepolto a Lewiston nel cimitero del santuario da lui fondato.

## Opere
- Egidio Caspani e Ernesto Cagnacci, Afghanistan crocevia dell'Asia, Firenze, Vallardi Editore, 1951